# Emanuel Ax
Emanuel Ax (Leópolis, 8 de junio de 1949) es un pianista estadounidense de origen judío-polaco nacido en Leópolis cuando era parte de la Unión Soviética (actualmente pertenece a Ucrania) y es hijo de sobrevivientes de los campos de concentración.

## Biografía
Comenzó sus cursos de piano en Varsovia, a los seis años. A los siete emigró junto a su familia a Canadá. En 1961 continuó sus estudios en la Juilliard School con Mieczysław Munz, porque su familia se trasladó a los Estados Unidos, y los prosiguió en la Universidad de Columbia. En 1974 ganó el Concurso Internacional de Piano Arthur Rubinstein de Tel Aviv y en 1979 obtuvo el Premio «Avery Fisher» de Nueva York. 
Reside en Nueva York con su mujer, la pianista Yoko Nozaki, y sus hijos, Joseph y Sarah.

## Repertorio
Destacado intérprete de la música del siglo XX, estrenó, entre otras, las siguientes obras:
- Century Rolls de John Coolidge Adams
- Seeing de Christopher Rouse
- Red Silk Dance de Bright Sheng.

También ha tocado obras de otros compositores como Sir Michael Tippett, Hans Werner Henze, Joseph Schwantner o Paul Hindemith. En el repertorio tradicional, ha destacado como intérprete de Ludwig van Beethoven y de Wolfgang Amadeus Mozart. Sus más destacadas obras también se encuentran en piezas de Serguéi Rajmáninov, también junto al violonchelista Yo-Yo Ma, tales como la sonata para violonchelo Op.19; 23;25;26 , etc.

### Música de cámara
Ax toca regularmente a dúo con el violonchelista Yo-Yo Ma. Junto a este último también tocaba en cuarteto con Isaac Stern y con Jaime Laredo. Con este cuarteto grabó obras de Johannes Brahms, de Gabriel Fauré, de Beethoven, de Robert Schumann y de Mozart. El cuarteto se disolvió en 2001, cuando Stern falleció.

## Premios discográficos
Premio Grammy a la mejor interpretación de música de cámara:
- 1986: Emanuel Ax y Yo-Yo Ma por las Sonatas para violonchelo y piano de Brahms.
- 1987: Emanuel Ax y Yo-Yo Ma por la Sonata para violonchelo y piano nº 4 de Beethoven.
- 1992: Emanuel Ax, Jaime Laredo, Yo-Yo Ma y Isaac Stern por los Cuartetos con piano Op. 25 y 26 de Brahms.
- 1993: Emanuel Ax y Yo-Yo Ma por las Sonatas para violonchelo y piano de Brahms.
- 1996: Emanuel Ax, Yo-Yo Ma y Richard Stoltzman por los Tríos para clarinete de Brahms, Beethoven y Mozart.

Premio Grammy a la mejor interpretación instrumental solista (sin orquesta):
- 1995: Emanuel Ax por las Sonatas para piano nº 32, 47, 53, 59 de Haydn
- 2004: Emanuel Ax por las Sonatas para piano n.º 29, 31, 34, 35 y 49 de Haydn.

## Discografía selecta
- 1982 – Beethoven: Sonatas para violonchelo Op. 5 n.º 1 & n.º 2 . Con Yo-Yo Ma. (Sony).
- 1984 – Beethoven: Sonatas para violonchelo n.º 3; n.º 5. Con Yo-Yo Ma. (Sony, CBS).
- 1986 – Beethoven: Sonata para violonchelo n.º 4; Variaciones. Con Yo-Yo Ma. (Sony, CBS). Grammy a la mejor interpretación de música de cámara 1987.
- 1994 – Beethoven, Schumann: Cuartetos con piano. Con Yo-Yo Ma, Isaac Stern, Jaime Laredo (Sony).
- 2003 – Beethoven: Conciertos para piano n.º 1-5; Fantasía coral. Con André Previn, Zubin Mehta, New York Philharmonic (BMG, RCA).
- 1985 – Brahms: Sonatas para violonchelo y piano. Con Yo-Yo Ma (Sony). Grammy a la mejor interpretación de música de cámara 1986.
- 1988-90 – Brahms: Cuartetos con piano Op. 25, 26; 60. Con Isaac Stern, Jaime Laredo, Yo-Yo Ma (Sony, CBS). Grammy a la mejor interpretación de música de cámara 1992.
- 1992 – Brahms: Sonatas para violonchelo. Con Yo-Yo Ma (BMG). Grammy a la mejor interpretación de música de cámara 1993.
- 1992 – Brahms: Variaciones Handel, Seis piezas para piano Op. 118; Rapsodias Op. 79 (Sony BMG).
- 1967 – Brahms: Tríos con piano. Con Isaac Stern, Yo-Yo Ma (Sony BMG).
- 1995 – Brahms: Fantasías Op. 116, Cuatro piezas para piano Op. 119; Sonata para piano n.º 2 (Sony BMG).
- 1995 – Brahms, Beethoven, Mozart: Tríos con clarinete. Con Yo-Yo Ma, Richard Stoltzman (Sony). Grammy a la mejor interpretación de música de cámara 1996.
- 1975 – Chopin: Sonata para piano n.º 3; Obras de Liszt (Sony).
- 1988 – Chopin: Scherzos; Mazurkas (Sony BMG, CBS).
- 1994 – Chopin: Conciertos para piano n.º 1 & n.º 2 . Con Eugene Ormandy, Orquesta de Filadelfia (BMG, RCA)
- 1997 – Chopin: Concierto para piano n.º 2 Op. 21. Con Charles Mackerras, Orchestra of the Age of Enlightenment (Sony BMG).
- 1997 – Chopin: Ballades n.º 1-4; Sonata n.º 2 Op. 35 'Marcha fúnebre' (Sony).
- 1999 – Chopin: Concierto para piano n.º 1, Grande Valse Brillante; Variaciones sobre 'La Ci Darem la Mano'. Con Charles Mackerras, Orchestra of the Age of Enlightenment (Sony BMG).
- 1988 – Dvořák: Tríos con piano. Con Young Uck Kim, Yo-Yo Ma (Sony, CBS).
- 1994 – Haydn: Sonatas para piano n.º 47, 53, 32; 59 (Sony). Grammy a la mejor interpretación instrumental solista (sin orquesta) 1995
- 2002 – Haydn: Sonatas para piano n.º 29, 31, 34, 35, 49 (Sony). Grammy a la mejor interpretación instrumental solista (sin orquesta) 2004
- 1992 – Haydn: Conciertos para piano. Con la Orquesta de Cámara Franz Liszt (Sony BMG).
- 2013 – Haydn, Beethoven, Schumann: Variaciones (Sony).
- 1992 – Fauré: Cuartetos con piano n.º 1 Op. 15; n.º 2 Op. 45. Con Isaac Stern, Jaime Laredo, Yo-Yo Ma (Sony BMG).
- 2015 – Fauré, R. Strauss: Sonata para violín y pianoforte n.º 1; Sonata para violín Op. 18. Con Itzhak Perlman (DG).
- 1993 – Liszt: Conciertos para piano n.º 1 & n.º 2; Sonata en si menor. Con Esa-Pekka Salonen, Orquesta Philharmonia (Sony BMG).
- 2010 – Mendelssohn: Tríos con piano Op. 49; Op. 66. Con Yo-Yo Ma, Itzhak Perlman (Sony).
- 1997 – Mozart: Cuartetos con piano. Con Isaac Stern, Jaime Laredo, Yo-Yo Ma (Sony BMG).
- 1996 – Piazzolla: Los tangueros. Con Pablo Ziegler (Sony BMG).
- 1988-91 – Rajmáninov; Prokófiev: Sonatas para violonchelo. Con Yo-Yo Ma (Sony BMG, CBS).
- 2001 – Rajmáninov: Suites n.º 1 & n.º 2; Danzas sinfónicas para 2 pianos. Con Yefim Bronfman (Sony BMG).
- 1993 – Schoenberg: Concierto para piano; Liszt: Conciertos para piano n.º 1 & n.º 2 . Con Esa-Pekka Salonen, Orquesta Philharmonia (Sony BMG).
- 1982 – Schumann: Humoreske; Fantasiestücke (Sony)
- 1988 – Schumann: Concierto para violonchelo, Adagio; Allegro, Fantasiestücke. Con Yo-Yo Ma, Colin Davis, Orquesta Sinfónica de la Radio de Baviera (Sony).
- 1993 – Schumann: Quinteto con piano; Cuarteto con piano. Con Cleveland Quartet (Sony).
- 1988 – Shostakovich: Trío para piano n.º 2; Sonata para violonchelo. Con Isaac Stern, Yo-Yo Ma (Sony, CBS)
- 1989 – Strauss, Britten: Sonatas para violonchelo. Con Yo-Yo Ma (Sony).